# Nacional Funchal
Der Clube Desportivo Nacional, kurz CD Nacional und im deutschen Sprachraum bekannt als Nacional Funchal (selten auch Nacional Madeira), ist ein portugiesischer Sportverein, dessen bekanntestes Team Fußball in der Primeira Liga spielt. Er wurde 1910 gegründet und ist in Funchal auf Madeira beheimatet. Die Heimspielstätte ist das Estádio da Madeira und bietet 5200 Sitzplätze. Insgesamt beinhaltet das Sportzentrum zwei Rasen- und zwei Kunstrasenplätze. Die Vereinsfarben sind Schwarz und Weiß.

## Geschichte

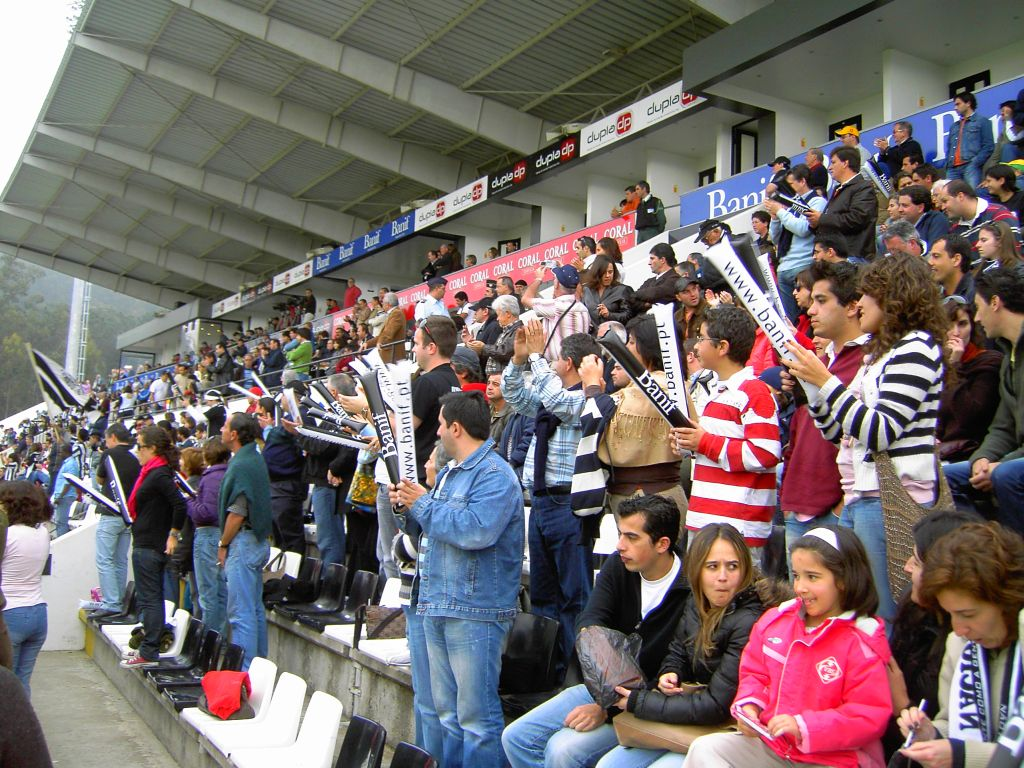
Fans des C.D. Nacional im Estádio Eng. Rui Alves

CD Nacional Funchal erreichte die Primeira Liga zum ersten Mal Mitte der 1990er Jahre und konnte seit dem erneuten Aufstieg zur Saison 2002/03 immer in der höchsten portugiesischen Spielklasse verbleiben. Meistens landete das Team dabei auf den Plätzen 4–8. Der Verein nahm außerdem mehrmals am UEFA-Cup bzw. der UEFA Europa League teil.
Das erste Mal war es so weit, nachdem CDN in der Saison 2003/04 knapp an Sporting Braga vorbeiziehen konnte und mit dem vierten Rang die bis dahin beste Platzierung in der 1. Liga erreichte.
Die drei Schlüsselspieler des Teams waren dabei der defensive Mittelfeldspieler Paulo Assunção, der 19-Tore-Mittelstürmer Adriano – beide wechselten später zum FC Porto – und der als bester Flügelspieler der Liga bezeichnete Miguelito, welcher 2006 zu Benfica Lissabon ging.
Zudem erreichte Nacional 2003/04 das Viertelfinale des Taça de Portugal, des Portugiesischen Landespokals.
In der Folgesaison spielte CD Nacional Funchal also im UEFA Cup, schied allerdings nach zwei Niederlagen (2:1 und 2:0) gegen den FC Sevilla schon in der ersten Runde vor der Gruppenphase aus.
Auch bei der nächsten Europapokalteilnahme – Nacional hatte die Vorsaison auf dem 5. Platz beendet – war beim UEFA Cup 2006/07 wieder in der ersten Runde Schluss. Gegen Rapid Bukarest musste im Rückspiel (nach 0:1 und 1:0) die Verlängerung entscheiden, in der die Rumänen noch zwei Tore erzielten.
In der Saison 2008/09 führte CD Nacional die Tabelle der Portugiesischen Liga einige Wochen lang an und kam am Ende erneut vor Sporting Braga auf den vierten Tabellenplatz. Dabei ragte besonders der brasilianische Stürmer Nenê hervor, der 20 Tore erzielte und damit als erster Nacional-Spieler überhaupt Torschützenkönig wurde.
In derselben Saison erreichte die Mannschaft im Portugiesischen Pokal das Halbfinale, welches aber nach Hin- und Rückspiel mit 5:4 verloren ging, wobei im Estádio da Madeira erst die 90. Minute die Entscheidung zugunsten des FC Paços de Ferreira brachte.
Aufgrund des guten Abschneidens in der starken portugiesischen Liga nahm das Team in der Saison 2009/10 direkt an der 4. Qualifikationsrunde zur neugestalteten UEFA Europa League teil. Allerdings musste das Team ohne Nenê auskommen, da dieser für die Vereinsrekordsumme von 4,5 Millionen Euro zum italienischen Serie-A-Club Cagliari Calcio wechselte.
Trotzdem schlug der Außenseiter überraschend den vorherigen UEFA-Super-Cup-Gewinner Zenit Sankt Petersburg. Einem 4:3-Hinspielsieg vor eigener Kulisse folgte in Sankt Petersburg ein 1:1-Unentschieden, bei dem der Youngster Rúben Micael in der letzten Minute den Ausgleich erzielen konnte. In der Gruppenphase traf die Mannschaft dann auf weitere prominente Gegner: Hinter Werder Bremen, dem UEFA-Cup Endspielteilnehmer der Vorsaison, und Athletic Bilbao belegte Nacional Funchal aber nur den dritten Platz und schied am Ende aus. Gruppenletzter wurde FK Austria Wien, gegen die CDN in Funchal einen historischen 5:1-Sieg erzielte.
In der Saison 2016/17 stieg der CD Nacional als Letzter aus der ersten Liga ab, in der folgenden Saison gelang als Meister der direkte Wiederaufstieg. 2018/19 stieg man jedoch direkt wieder in die 2. Liga ab. Seit der Saison 2024/25 spielt CD National wieder in der ersten portugiesischen Liga.

## Trivia
- Der wohl bisher bekannteste Spieler bei Nacional war Cristiano Ronaldo, der in seiner Jugend dort spielte.
- Nacionals Stadtrivale Marítimo Funchal spielt in der zweiten portugiesischen Liga.

## Kader 2024/25
Stand: 17. Juni 2025
| Nr.        | Nat.      | Name               | Geburtstag | im Verein seit |
| Tor        | Tor       | Tor                | Tor        | Tor            |
| ---------- | --------- | ------------------ | ---------- | -------------- |
| 01         | Portugal  | Rui Encarnação     | 05.04.1998 | 2020           |
| 12         | Brasilien | César Augusto      | 23.08.2003 | 2024           |
| 37         | Brasilien | Lucas França       | 19.01.1996 | 2022           |
| Abwehr     |           |                    |            |                |
| 02         | Portugal  | João Aurélio       | 17.08.1988 | 2022           |
| 04         | Brasilien | Ulisses            | 28.09.1999 | 2024           |
| 05         | Portugal  | José Gomes         | 20.07.1996 | 2021           |
| 14         | Kap Verde | Ivanildo Fernandes | 26.03.1996 | 2025           |
| 22         | Brasilien | Garcia             | 04.01.2002 | 2024           |
| 33         | Portugal  | Chico Gonçalves    | 05.03.2004 | 2023           |
| 34         | Brasilien | Léo Santos         | 09.12.1998 | 2024           |
| 38         | Brasilien | Zé Vítor           | 09.02.2001 | 2024           |
| Mittelfeld |           |                    |            |                |
| 08         | Portugal  | Bruno Costa        | 19.04.1997 | 2024           |
| 10         | Portugal  | Luís Esteves       | 09.04.1998 | 2022           |
| 15         | Tunesien  | Chiheb Labidi      | 01.06.2001 | 2024           |
| 17         | Brasilien | Daniel Penha       | 17.10.1998 | 2024           |
| 18         | Portugal  | André Sousa        | 09.07.1990 | 2023           |
| 19         | Spanien   | Miguel Baeza       | 27.03.2000 | 2024           |
| 20         | Portugal  | Jota               | 07.03.1993 | 2021           |
| 27         | Senegal   | Djibril Soumaré    | 07.01.2003 | 2024           |
| 88         | Brasilien | Matheus Dias       | 09.05.2002 | 2024           |
| Sturm      |           |                    |            |                |
| 07         | Portugal  | Rúben Macedo       | 09.03.1996 | 2022           |
| 23         | Brasilien | Isaac              | 26.03.2004 | 2024           |
| 70         | England   | Arvin Appiah       | 05.01.2001 | 2024           |
| 95         | Kamerun   | Joel Tagueu        | 06.12.1993 | 2025           |
| 98         | Brasilien | Paulinho           | 26.06.1998 | 2025           |
| 99         | Brasilien | Dudu Teodora       | 10.08.1999 | 2021           |

## Ehemalige Spieler (Auswahl)
| Name              | Zeitraum  | Bemerkung                                                                                         |
| ----------------- | --------- | ------------------------------------------------------------------------------------------------- |
| Diego Benaglio    | 2005–2008 | in der Bundesliga für VfB Stuttgart und VfL Wolfsburg aktiv, ehemaliger Schweizer Nationalspieler |
| Serginho          | 1994–2004 | Rekordspieler und -torschütze mit 270 Partien und 80 Treffern                                     |
| Bruno Patacas     | 2002–2011 |                                                                                                   |
| Fernando Ávalos   | 2003–2007 | in Deutschland für MSV Duisburg aktiv                                                             |
| Adriano           | 2002–2005 |                                                                                                   |
| Paulo Assunção    | 2002–2004 | in Europa u. a. für Atletico Madrid und FC Porto aktiv                                            |
| Nejc Pečnik       | 2009–2012 | ehemaliger slowenischer Nationalspieler                                                           |
| Kevin Amuneke     | 1999–2003 | ehemaliger nigerianischer Nationalspieler                                                         |
| Felipe Lopes      | 2007–2012 | in der Bundesliga für VfB Stuttgart und VfL Wolfsburg aktiv                                       |
| Mateus            | 2008–2013 | ehemaliger angolanischer Nationalspieler                                                          |
| Zé Vitor          | 2005–2008 |                                                                                                   |
| Cristiano Ronaldo | 1995–1997 | fünffacher Weltfußballer des Jahres                                                               |
| Daniel Teixeira   | 1994      | in der 2. Bundesliga für Eintracht Braunschweig und Rot-Weiss Essen aktiv                         |

## Trainer
| Name                | Zeitraum  | Bemerkung |
| ------------------- | --------- | --- |
| Paulo Autuori       | 1987–1989 | |
| Jair Picerni        | 1989–1991 | |
| Eurico Gomes        | 1991–1992 | |
| José Rachão         | 1993–1995 | |
| Rodolfo Reis        | 1995–1996 | |
| Jair Picerni        | 1996–1998 | • 1997: Aufstieg in die erste Liga (1. Platz)                                                                 |
| José Alberto Torres | 1998–1999 | |
| José Peseiro        | 1999–2003 | • 2000: Aufstieg in die erste Liga (1. Platz) • 2002: Aufstieg in die erste Liga (3. Platz)                   |
| Casemiro Mior       | 2003–2004 | • 2004: Platz 4 (beste Platzierung der Vereinsgeschichte) • 2004: Erstmalige Qualifikation für den UEFA-Pokal |
| João Carlos Pereira | 2004–2005 | |
| Manuel Machado      | 2005–2006 | |
| Carlos Luís Brito   | 2006–2007 | |
| Predrag Jokanović   | 2007–2008 | |
| Manuel Machado      | 2008–2010 | • 2008: Platz 4 (beste Platzierung der Vereinsgeschichte)                                                     |
| Predrag Jokanović   | 2009–2010 | • Nach einer Erkrankung Machados bereits als Interimstrainer eingesetzt                                       |
| Predrag Jokanović   | 2010–2011 | |
| Ivo Vieira          | 2011      | |
| Pedro Caixinha      | 2011–2012 | |
| Manuel Machado      | 2012–     | |